# サガ2秘宝伝説 GODDESS OF DESTINY
『サガ2秘宝伝説 GODDESS OF DESTINY』（サガツー ひほうでんせつ ゴッデス・オブ・デスティニー）は、2009年（平成21年）9月17日にスクウェア・エニックスから発売されたニンテンドーDS用コンピュータRPG。1990年に旧スクウェアより発売されたゲームボーイ用ソフト『Sa・Ga2 秘宝伝説』のリメイク版である。

## 概要
基本的なゲームシステムやストーリー、マップデータはゲームボーイ版に準じているが、マップの3D化を始めグラフィックは全面的に描き直され、キャラクターデザインも小林元がほぼ新規にデザインを描き起こしている。戦闘シーンも3D化されたため、『ロマンシング サガ -ミンストレルソング-』のように味方も戦闘画面に表示されるようになった。
なお、ゲームボーイ版のタイトルは『Sa・Ga2 秘宝伝説』のように「SaGa」の部分に中黒が入り、副題が「秘宝伝説」。それに対し、本作では『ロマンシング サ・ガ』のリメイク版『ロマンシング サガ -ミンストレルソング-』と同様「サガ」に中黒は入らない。また「秘宝伝説」は表題の一部となり、新たに副題として「GODDESS OF DESTINY」が追加される形となった。

## 追加要素
本項目では、リメイク版で新たに追加された要素のみを記載する。オリジナルの基本的な要素についてはゲームボーイ版の項目を参照。

### 種族
モンスターを除き、キャラクターの外見を種族・性別ごとに4種類×4色=16パターンから自由に選択できるようになった。名前の字数は最大8文字となり、ゲームボーイ版では使えなかった小さい「ァ・ィ・ゥ・ェ・ォ」やラテン文字も使える。また、選んだ種族・性別によってイベント中の台詞が変化する。
人間
同じ種別（詳細は「アイテム」を参照）の武器を使い続けると、その種別の扱いが上手くなる熟練度制が新たに導入された。これにより、同じ種別の武器を使えば使うほど、命中率や破壊力が高まる。
エスパー
バトルで使用した特殊能力の種類によって、新たに覚える特殊能力の傾向が変化する。これがエスパークラスであり、攻撃系・防御系・補助系に大別される。この3つは画面に明示されてはいないが使用することで該当するカテゴリのポイントが蓄積し、該当クラスが決まっていく。ポイントの蓄積は排他関係にあり、使用しなかったカテゴリのポイントは低下する。クラスと合致した特殊能力は効果も高くなるが、複数のジャンルをカバーするクラスだと個々の影響は小さくなる。
メカ
メカが装備すると効果を発揮するアイテムはメカ以外が装備できなくなった。種類も多数追加され、中には魔力を高めるものや、他の種族では扱えない攻撃ができるものが存在する。
モンスター
変身すると、前の姿の時に持っていた特殊能力を1つ引き継げることがあるほか、通常より強力な変異種に変身することがあり、その場合はより上等な能力や特殊能力を持つ。
食肉後の姿が変身経験のあるものだと事前に確認可能で、能力などを図鑑で見られる。ちなみにワンダースワンカラー版第1作とは異なり、肉のグラフィックはゲームボーイ版のようなマンガ肉タイプの共通のものになっている。
ノンプレイヤーキャラクター
本作では「サポートメンバー」という名称に変更された。装備品は外せないため、今回は追加装備時に警告メッセージが表示される。GB版では種族欄の表記がその人物の肩書きだったが、一部のキャラクターはメインメンバー同様に個体名が表示される（先生の「きょうし」→「スーパースライム」など）。

### アイテム
ゲームボーイ版になかった新アイテムが多数追加されたほか、以下のような追加要素がある。
武器
武器の形状ごとにカテゴリが細分化され、主に人間の熟練度と関係がある。どのカテゴリにも入っていない武器もある。
- 力依存 - 長剣、大剣、刀、斧、槍、打撃
- 素早さ依存 - 特殊剣、打撃、体術
- 威力固定 - 弓、銃

防具
いずれにも当てはまらないその他の防具（他のサガシリーズで言うところのアクセサリ）が登場。空いている場所がある限り、いくつでも装備できる。
倉庫と密売人
新キャラクター「スライム・ファット」が管理する倉庫にアイテムを預けられるようになり、より多くのアイテムを所持できるようになった。また「密売人」を利用することで次周のプレイにアイテムを引き継げるようになった。詳細は「登場キャラクター」を参照。
攻撃の性質の表記
各種攻撃（および回復）の説明欄にて、依存するパラメータや威力の倍率などが表記されるようになった。例えば、力によってダメージが高まる攻撃で、倍率が9だった場合、「力攻撃×9」と表示される。そのため、GB版では攻撃の性質を見極めにくかったものに関しても一目でわかるようになっている。この表記は次回作『サガ3時空の覇者 Shadow or Light』にも同様に引き継がれている。

### 秘宝
能力値を高めたり属性を強化させる「マギ」は1種類あたりの数が減少した。その分新たな秘宝が登場し、一部の秘宝は入手場所が変更されている。
今回は秘宝を手に入れると、秘宝に対応した「マップアビリティ」が使える。これは移動中に起こせるアクションで、画面右上に「(Y) Ability」と表示されている時にYボタンを押すことで、フィールドやダンジョンに埋まったアイテムを発掘したり、敵とのバトルを回避しやすくしたりと、様々な補助効果を持つ。使用回数に制限があり、回復には宿屋などで宿泊が必要。これに伴いゲームボーイ版で無制限に使えた秘宝によるテレポートも、マップアビリティの使用回数が残っていないと使えなくなった。
また、下画面に表示されているミニマップの機能を拡張するための秘宝も存在する。

### メモ
今回は会話を記録するメモが「プレイヤーノート」と呼ばれるコマンドの1つになっており、メモ以外にもストーリーを進めるだけで状況を記録するようになっている。ゲームボーイ版オリジナルのストーリー（メインイベント）とリメイクの追加ストーリー（サブイベント）で、別々に記載される。

### バトル
エンカウント
ゲームボーイ版からの大幅な変更点は、敵との遭遇がシンボルエンカウント方式である。特定のマップアビリティ使用中でない限り、敵シンボルに接近すると追跡してくるが、シンボルの種類によって大きく挙動が異なり、基本的に離れると追跡を停止する。元々、一度に出てくる敵が非常に多かった作品（GB版は10-15体などが大半で、上限は3グループ×9体=27体）だが、今作ではさらに「チェーンエンカウントバトル」が採用されており、フィールド上の敵シンボルが近くに2体以上いる状態で接触すると、高い確率でそれらが同時に襲ってくる。一度に襲ってくる敵シンボルは最大4体で、敵シンボル1体なら従来通り敵は3グループまでだが、敵シンボル参加数に応じてグループ数の上限が増加して、50体以上（上限は最大6グループ×9体=54体）とのバトルにもなり得る。
戦闘中の要素
全てのアイテムや特殊能力を使い切っていなくても、自発的に1ターン行動を放棄することができる「なにもしない」というコマンドが追加された。
一部の攻撃に新たな性能が加わり、追加効果を持つ攻撃が多数登場している。
同種の敵が別々のグループを組んで出現することがある。そのため、1グループを対象にした攻撃を仕掛けても、同種の敵すべてをターゲットに出来るとは限らない。
1グループ内の敵が個別表示されるようになった。ただし単体攻撃でどの個体を攻撃するかの選択が不可能なのはGB版と同じ。『ファイナルファンタジーIII』同様にハードの性能上画面に表示できるキャラクタ数に限度があることから、3D画面では1グループに4体以上いる場合は3体を超過する分が省略され、別々の敵グループは視点切り替え方式で個別に表示する。一方で、2D画面には全ての敵グループと敵キャラクターをまとめて表示することで、大量の敵を表示できるようにしている。
歴代シリーズに合わせて、冒されているステータス異常の表示が敵味方共通となった（本作では下側画面のキャラクターの輪郭の色で判別できる）ことで、敵グループ内のどの個体がステータス異常にかかっているかを判別できる。
オートターゲット機能が備わり、攻撃対象だった敵グループが全滅していた場合は自動的に他のグループを攻撃するようになった。なお『魔界塔士Sa・Ga』（ワンダースワンカラー版）とは異なり、このオートターゲットをOFFにすることはできない。
戦闘から脱出するための「逃げる」コマンドは、今回はターンの最初に選択できず、各キャラクターの行動として選択する。つまり、該当キャラクターが行動を起して逃走が成立する前に敵から攻撃を受ける可能性がある（1人でも逃げた時点で、その場で全員が逃げる）。今回はボス戦を除けば必ず逃げられる上、GB版では逃げられなかった雑魚敵からも逃げられるが、時々所持金を若干落とすことがある。逃げた場合は敵シンボルが残るため、逃走後も速やかに退避する必要がある。また、逃げられない戦闘ではコマンドの選択自体ができない。
『サガ フロンティア2』で導入された「行動順指定」が採用された。戦闘中に順番指定の有無を切り替えられる（一部のメンバーだけの順番指定は不可能）。ただしその場合、5人目のサポートメンバーは強制的に最後に回される。
『サガ フロンティア』で導入された「連携」が採用された。発動には、今回の新地域「運命の城（後述）」で消耗品の「運命の糸」を購入し、戦闘で使う必要がある。連携攻撃はこれまでのシリーズと違って、攻撃自体がメンバー同士で連続発動するのではなく、2人目以降の攻撃が「連携技」というグレードアップ版となる。連携技にもランクがあり、発動時に「連携」と表示された場合は最低ランクの攻撃・あるいは直前と同じランクの攻撃が発動するが、「連携昇華」と表示された場合は1-2ランク上の攻撃が発動する。そのため、通常攻撃を除けば、シリーズの中では希少な「発動する技を確実に選ぶことはできない仕様」になっている。このような仕様は他には『アンリミテッド:サガ』がある。また、連携技の性能はそれぞれ異なるが、攻撃範囲は少なくとも通常攻撃と比較すれば同じもしくは広くなっており、通常攻撃に含まれている属性や追加効果は連携技が発動しても同様に含まれる。
運命の糸と深い関連があるのが、今回新登場のミューズシステム。運命の糸は、購入に所持金が使えず、新キャラクター「ミューズ」からもらえる「MP（ミューズポイント）」が必要なため、各地にいるミューズとの接触が不可欠。獲得方法は大きく2つに大別され、各ミューズごとに設定された「好みの戦法」を実行するか、ミューズにアイテムを貢げばよい。MPを貰うと信頼度も上がり、一定以上の信頼を得たミューズはバトルで援護してくれるようになる。なお、運命の糸を使うと人間関係も変わり、新たに形成された人間関係に応じて、多数のサブイベントが発生する。
新要素が加わった分、ボスキャラクターは全体的に強化されており、HPの上昇や、主要ボスの攻撃方法が変更されている（一部の攻撃が強化もしくは弱体化された以外は、名称こそ変更されたが内容は変わっていない）。また、新要素は無視しても本編のクリアには支障はなく、GB版に忠実な楽しみ方もできるように配慮されている。

### イベント
セリフ
前述のとおりパーティメンバーの種族・性別により、イベント時のキャラクターの口調が変わるようになった（種族がモンスターの場合は、現在変身している種類によっても変化する）。
サブイベント
新たにメインストーリーに関係しないサブイベントが追加された。それらの多くが「連携」を使用する事によって変化するパーティの関係に関わっており、関係次第で発生の有無、イベント時のセリフ、入手できるアイテム等が変わる。
オーディン戦前後
GB版では一度も全滅せずに第8世界の新しい神・オーディンの所まで辿り着いた場合は戦闘前の会話イベントが無く、話しかけるといきなり戦闘に入る仕様だったが、本リメイク版では一度も全滅せずに辿り着いた場合でも戦闘前と戦闘後に専用の会話イベントが発生するようになった。
最終ボス戦
GB版では一定ダメージ毎に攻撃方法を変えていたが、本作では形態そのものが変化するようになった。また、「連携」の使用状況によってボスの難易度が変更されるようになっている。

### 登場キャラクター
原作版のキャラクターはSa・Ga2 秘宝伝説#登場人物を参照。
リメイク版で新たに登場したキャラクターについて以下に記述する。
乙女
ピンク色のスライム。先生の元教え子で、各地の町で主人公たちにアドバイスをしてくれる。
ミューズ
下級女神たちの総称。追加イベントとして各地に登場し、一度知り合うと、戦闘勝利時に戦闘内容に応じてミューズポイントを与えてくれるほか、ミューズの園においてアイテムをプレゼントをすることで同様にポイントを獲得可能。獲得したポイントと同じ値だけ評価値も増え、一定以上に評価値を高めると戦闘で支援を得られるようになる。
カリオペ
一周目において、最初に主人公と知り合うことになる女神。がんばり屋だが、トラブルに巻き込まれやすい。イシスの神殿周辺でモンスターに襲われている。颯爽と敵を倒す姿に憧れを抱いており、すばやく敵を全滅させた時に評価してくれる。戦闘中、主人公達がピンチに陥った時にHPを回復してくれる事がある。
ポリニア
メルメネの双子の姉。活発な体育会系の少女で「武器」の女神。語尾は常に「よォー!」と伸ばす。古き神々の遺跡において、はぐれてしまったメルメネを探している。いつでも全力がモットーであり、相手の残りHP以上のダメージを与えるオーバーキルをして勝利した時に評価してくれる。戦闘中、敵1グループに物理ダメージを与えてくれる事がある。
エウテル
見た目はセクシーな美女だが実はアンドロイドであり、片言で話す。盗賊らに襲われ、多くのパーツを失った状態で砂漠の町で捨てられてしまっている。気まぐれな性格で、戦闘中に色々な行動をして勝利した時に評価してくれる。戦闘中、相手を攻撃したり弱体化させたりすることがあるが、その効果は当たり外れが大きい。
メルメネ
ポリニアの双子の妹。姉とは対照的な文化系の少女で「防具」の女神。間延びした話し方をする。アシュラの塔の牢屋で捕まっていたところを助けられる。防御・回避・耐性による無効化を多く成功させて勝利した時に評価してくれる。戦闘中、主人公達がピンチに陥った時に、受けるダメージを減らしてくれることがある。
タレイア
蝶の羽を持った美女の姿をした、知識と気品にあふれる昆虫族の女王で「昆虫人間」の女神。何者かによって洗脳された状態で巨人の町に現れ、主人公たちを蝶の姿にしてしまう。相手の弱点を突いたり、状態異常を成功させるなど、効果的な行動をして勝利した時に評価してくれる。戦闘中、敵1グループのステータスを弱体化させたり、HP1で何も行動できない「虫」に変身させてしまう事がある。
レプシラ
半人半馬の姿をした女戦士。他者を痛めつけることに何よりの快感を抱くサディストで、モンスターを追い回しているが、限度を知っている設定があり直接とどめを刺すことはない。戦闘不能者がいたり、力や素早さの関係する武器を多用して勝利した時に評価してくれる。戦闘中、敵1グループに残りHPに応じたダメージを与えると同時に、ステータス異常にしてくれる事がある。
レイオー
人魚のようなドレスを身につける、魚のヒレのような耳をもつ少女。常に語尾に「ですの」を付ける。故郷の親への贈り物を買うため、港町の道具屋で働いている。仲間を回復させる行動を多用して勝利した時に評価してくれる。戦闘中、仲間を強化してくれる事がある。
アレイト
和風の服装をした女流吟遊詩人風エスパー。あちこちの街をパブを周っては三味線を披露してくれる。魔力の関係する行動を多用して勝利した時に評価してくれる。戦闘中、楽器を鳴らして敵1グループ-敵全体に魔法ダメージを与えてくれる事がある。
ウラニア
白く大きな翼の生えたゆりかごに入った、天使スライムの赤ん坊。ほとんど話すこともできないが、高度な魔法を扱う事が出来る。彼女に限っては5人目の仲間として連れ歩くことができ、仲間にした時点での評価値によってその能力は変わる。高い連携率の連携技を決めて勝利した時に評価してくれる。戦闘中、神聖系魔法で敵全体に大ダメージを与えてくれる事がある。

天使スライム
ミューズたちの住む「ミューズの園」や、モイライ三姉妹の住む「運命の城」に案内してくれる案内人。
モイライ三姉妹
運命の城に住む、ミューズたちより1段階格上の女神。「運命の女神」と呼ばれる3人組で、初めはラケシス以外は眠りに就いているが、ストーリーを進めることでクロトおよびアトロポスも目覚めて主人公らに協力してくれるようになる。
ラケシス
運命の糸を割り当てる女神。彼女にミューズポイントを払う事で、様々な種類の運命の糸を購入することができる。
クロト
運命の糸を紡ぐ女神。ストーリーを進めていると入手できる「光玉」を渡すことによって、運命の糸を強化させ、連携を強化することができる。
アトロポス
運命の糸を断ち切る女神。運命の糸によって変化した主人公たちの人物関係を、初期状態の「幼なじみ」に戻したり、ミューズの助けを断つことができる。

悪魔スライム
過去に倒したボスと戦うことのできる「亡者の闘技場」や、強敵と戦うことのできる「魂の暗域」に案内してくれる案内人。
密売人
持っているアイテムを買い取ってくれるスライム。高額だが買い戻すことができる（原則的に市場価格の数倍だが、一部のアイテムはそれを無視した高値を吹っ掛けられる）。本リメイク版ではクリアデータを利用した周回プレイも可能となっており、彼にアイテムを売ることで貴重なアイテムを引き継がせることもできる。
スライム・ファット
倉庫番のスライム。持っているアイテムを預かってくれる。各地の宿屋に滞在しており、預けたアイテムを別の場所から持ち出すことも可能。ただしイベントアイテム（変更要素を参照）は「前にひどい目に遭った」と言って預かってくれない。
ゴブ夫
サブイベントに登場。アシュラに仕えるゴブリンの1人で、とぼけた性格をしている。アシュラが倒されてからはあちこちの世界を巡っており、主人公らに、各所で見かけたガラクタについての情報をくれる。
竜神
サブイベントに登場。第4世界の海に潜む竜神。GB版では伝説のみで存在しなかったが、本作では実際に主人公の前に姿を現す（ただしその性格は伝説とは大きく異なる）。誰にも知られること無くひっそりと暮らしていたいと考えており、主人公らに誰にも自分の存在を言わないことを条件に、1つだけ望みを叶えてくれる。

### 世界
ミューズの園
天界より高度は低いが各世界の上空に位置する、ミューズたちの住む世界。天使スライムの案内で来られる場所。
運命の城
天界より高い位置を常に移動している、モイライ三姉妹の住む城。天使スライムの案内で来られる場所。訪れることができるチャンスは原則限られている。
運命の糸の販売やチーム称号の管理などを行なっており、連携を行うならここを訪れることが欠かせない。
冥界
地底に位置する、命を失ってもなお戦いを求める魂が集う世界。全滅した場合の処遇が特殊で、オーディンを倒す前と後でリトライの可否が変化しない。悪魔スライムの案内で来られる場所。
亡者の闘技場
本編で倒したボスの強化版ともう一度戦える闘技場。DSワイヤレス機能を使うことで複数のプレイヤー同士のキャラクターでパーティを組んで挑戦することもできる（サポートメンバーは参加不可能）。
アイテム・特殊能力・運命の糸を使っても戦闘後に使用回数が元に戻り、勝敗に関わらずHPが全回復する（その場でのリトライはできないが、インターバルになるので自由に再挑戦できる）。多人数で参加することを前提にしているため、行動順指定ができない。勝利した時に操作キャラクターが1人でも生き残っていれば、使用した運命の糸の種類に応じて貴重なアイテムをもらえる。ただしステータスの成長などは一切ない（敵の所持金はもらえる）。
魂の暗域
ストーリー上に登場する敵キャラクターよりも遥かに強い強敵が待ち構えている闘技場。
非常に大量の敵で構成された敵グループや本編のボスの改良版が出現し、それらの敵と3-5戦連続で戦わなければならない。全滅するとリトライができないうえ、必ずゲームオーバーになるため、戦い抜くには相応の戦力が必要になる。ステータスの成長や肉のドロップは通常通りだが、所持金や戦利品（アイテム）は各最終ラウンドを勝ち抜いたときにしかもらえない。戦利品は貴重品が多い。

### BGM
全てのBGMがハードに合わせてアレンジされただけでなく、以下の新曲が追加された（カッコ内は使用される主な場面）。なお街のジュークボックスに関しては、聴ける曲がそれまでのストーリーで使われた曲に限定される、店を出ると曲が元に戻る、ゲームボーイ版で聴けなかったエンディングの曲が聴けるといった変更点がある。
1. フューチャー・クエスト（オープニングデモ）
2. 異世界の地へ（街）
3. ドキッ! 丸ごと敵だらけ（チェーンエンカウント時の戦闘）
4. 激闘のゆくえ（中ボス戦）
5. ミューズの楽園（ミューズの園）
6. 運命の女神（運命の城）
7. たそがれ花魁道中（特定の追加イベント。ジュークボックスでは聴けない）

### モンスター
追加シナリオに関連するボスキャラクター2種類と、上述の「魂の暗域」に登場する専用のモンスターが追加された。
本編の敵に関しては一部のモンスターの名称変更（変更要素を参照）のほか、特定のボスの護衛キャラクター2種類が追加されている。

## 変更要素
本項目では、ゲームボーイ版から仕様が変更された要素のみを記載する。
HPの表記
GB版では999を超えると表示だけは999でストップしていたが、本作では1000以上も通常通り表示する。
宿屋
GB版では宿屋に泊まっても盲目（本リメイク版では「暗闇」）・呪い・石化の状態異常が回復しない仕様だったが、本リメイク版では宿屋に泊まることでこれらの状態異常も回復するようになった。
また、ノンプレイヤーキャラクターの「せんせい」がパーティに加入している間は宿屋が無く主人公の自宅では体力の回復のみで能力回数の回復は出来なかったが、本リメイク版では主人公の自宅も宿屋と同じ扱いになり、能力回数の回復も可能になった。
アイテム
追加シナリオで使用するためのアイテムに売却不可能なものが登場し、それらは「イベントアイテム」として通常のアイテムとは別個に所持できるようになっている。
GB版で戦闘中に使用できなかった「エリクサー」は、本リメイク版では戦闘中にも使えるようになった。したがって一部の敵も戦闘中に「エリクサー」を使ってくるようになった。
装備補正
メカがアイテムを装備した場合の補正によるHP上昇時に、最大値は上がるが現在値は上がらなくなった。
コマンド決定の確認機能
買い物をする時や、戦闘時のコマンド入力終了時に、最終決定をする必要があるため、誤ったコマンド入力をキャンセルできるようになった。
バトル
パーティメンバーが石化状態になっても移動中のキャラクターの自動変更がされなくなった。
弱点を狙った場合、今回は魔法でも敵を一撃で倒せる事がある。
ボスや敵専用モンスターが使用する汎用的な武器、特殊能力の一部に、そのモンスターのイメージに沿った固有の名称、演出が与えられた。ただしほとんどの場合、性能自体は変わっていない。（例：侍系モンスターが使用する「ロングソード」→「脇差」、アシュラが使用する「ほのお」→「地獄の火炎」）
戦利品
一部の敵は、落とす金額がGB版と異なる。
GB版では肉とアイテムをどちらか1つしか落とさない仕様だったが、本作では両方落とすケースもある。
敵が落とすアイテムは、直接装備しているものを落とすのではなく、本作では戦利品が独自に設定されている。ただしGB版で落とす可能性のあるアイテムは、一部を除いて本作でも同じものが入手可能で、GB版では落とさなかったアイテムを新たに落とすようになった敵も存在する。
セーブ
セーブ可能なデータ数がGB版と比較して1か所増え、最大4か所まで保存可能になった。また特定のダンジョンのボス部屋など、後戻りできない場所でセーブしようとするとそれを警告するメッセージが表示されるようになった。
ちなみに本リメイク版では最終ボスを倒した後はメニュー画面を開くことができない仕様に変更されたため、GB版とは違って最終ボスを倒した後のセーブはエンディング終了後に限定された。
名称
著作権および商標権などを侵害する問題から、一部のモンスターとアイテムの名称が変更された。
（例：「ねずみおとこ」→「ねずみ親父」、「ビホールダー」→「デスアイ」、「ライトセーバー」→「ライトサーベル」）
また、CEROの規定などの為、「アヘン」→「ご禁制の品」など台詞が変更されている箇所がある。
GB版に存在したバグの修正
敵が肉やアイテムを落とした際に、獲得できる所持金が少なくなってしまうことがある現象や、魔法攻撃を受けた側の魔力（=魔法防御力）が一定以上の場合に計算式がオーバーフローを起こすために魔力が低く扱われて大ダメージとなる現象など、いくつかのバグが修正されている。
これらのほかにも多数の細かな変更点がある。中でもGB版の名言にあたる、ビーナス戦前の仲間の台詞「今のあんたが一番醜いぜ！」が、女性（女性型モンスター）の場合は、「今のあなたが一番醜いわ！」に修正された点について、SNSなどでも論議が出ている。

## 関連商品

### 書籍
『サガ2秘宝伝説 GODDESS OF DESTINY 公式ガイドブック』（スクウェア・エニックス、2009年）
ゲーム開始から小世界1までの攻略だが、ラストダンジョンまでのマップが掲載されている。
『サガ2秘宝伝説 GODDESS OF DESTINY パーフェクトバイブル』（Vジャンプ、2009年）
エンディングまで完全攻略する唯一の完全攻略本。

## 制作スタッフ
- 河津秋敏 - Ex.プロデューサー・総監修
- 田中弘道 - Co-Ex.プロデューサー・総監修
- 三浦宏之 - プロデューサー
- 吉本よういち - 監修
- 小林元 - メインキャラクターデザイン・イメージイラスト
- 伊藤賢治 - 作曲・編曲
- 植松伸夫 - 一部原曲